# 内森·霍默·诺尔
内森·霍默·诺尔（Nathan Homer Knorr，1905年4月23日—1977年6月8日），是守望台圣经书社第三任社长，上任日期是1942年1月13日，前任是约瑟夫·富兰克林·卢瑟福，他于1916年开始服务。

## 生平
1905年4月23日内森出生在美国宾夕法尼亚州伯利恒, 16岁他开始对圣经研究产生兴趣。1922年他离开新教教会，1923年受浸成为圣经研究者。有意思的是在受浸这天讲话的F. W.弗朗茨。这个人，尽管弗朗兹比较年长但是他缺比诺尔长寿，并且继他之后成为守望台社社长。这两个人一直是亲密的朋友和同事，共同作为耶和华见证人中央长老团成员服务了很多年。诺尔于1977年6月8日因脑瘤逝世。

## 贡献
诺尔对耶和华见证人最大的贡献在于他建立了一系列学校。他上任不到一个月，就安排建立Advanced Course in Theocratic Ministry,这是一个致力于提高圣经研究和公共演讲能力的学校。1942年9月24日,诺尔建议社方建立另一所学校用来训练服务海外的传道员。这个建议在董事会上一致通过。1943年2月1日，一个普通的星期一，在纽约北部，基列学校（学校的名字）开课了。拒绝输血的主张也是诺尔在任期间提出的。
诺尔是个杰出的组织者，他知道什么是保证一个庞大的分支机构步调一致地进行传道工作的方法。通过分部办事处把整个组织连接起来，保证良好地联络。1942年他成为社长时共有25个分部办事处。到1946年,尽管受到 二战影响, 已经有了57个国家建立的分部。接下来的30年，分部数量增加到99个。

## 发表作品
耶和华见证人在诺尔在任期间发行地作品主要有:
- Equipped For Every Good Work,
- Let God Be True
- Make Sure Of All Things
- From Paradise Lost to Paradise Regained
- 警醒!杂志, 代替《安慰》Consolation (前《黄金年代》)
- 全部圣经都是上帝所感示而有益的
- 圣经新世界译本.

## 组织调整
1972年10月1日开始, 耶和华见证人的会众组织发生重大变化。守望台发行的新书加深对圣经的理解是对圣经提到的监督和长老的组织形式有了新的解释，这也是一个有理的催化剂推动组织结构的调整。守望台社1972年修订出版的组织手册解释这一调整：“显然圣经中没有说只有一位长老, 一个监督在每群会众。 相反，圣经显示有一些人担任此职。” 会众里也不是只有一位仆人或者监督而是多人组成长老团和仆人团体。有一个长老要出任主席但是所有长老拥有同样的决策权.之后治理机构的主席位置由长老团成员按照字母顺序轮值。最终在1975年12月, 耶和华见证人守望台社的领导职责完全转移给中央长老团。从1976年1月1日起，成立了好几个监督委员会，分别负责出版，撰写，教导服务和人力。诺尔一直在这个团体工作只要因为疾病不得不搬到守望台在纽约州Wallkill的农场,之后不久他就去世了。

## 参看
- 耶和华见证人的组织结构
- 耶和华见证人出版物列表
- 内森·霍默·诺尔的照片